# Apalocnemis intonsa
Apalocnemis intonsa är en tvåvingeart som beskrevs av Collin 1933. Apalocnemis intonsa ingår i släktet Apalocnemis och familjen Brachystomatidae. Inga underarter finns listade i Catalogue of Life.